# Бой у Гаваны (1806)
Бой у Гаваны — второстепенное морское сражение периода французских революционных войн, происходившее 23 августа 1806 года у берегов испанской колонии Куба неподалеку от порта Гаваны. Испанский фрегат Pomona был захвачен двумя британскими фрегатами Anson и Arethusa под командованием капитанов Чарльза Лидьярда и Чарльза Брисбена соответственно. Помимо захвата фрегата во время сражения была повреждена береговая батарея и разгромлена флотилия канонерских лодок, пытавшаяся оказать помощь испанскому кораблю.

## Предыстория
Королевский флот занимал доминирующее положение в Вест-Индии после поражения французского флота в сражении при Сан-Доминго. Испанский флот перешел к обороне в связи с уменьшением французской военно-морской мощи и последующей блокадой Кадиса, которая стала возможной благодаря победе в Трафальгарском сражении. Лидьярд был назначен командовать 44-пушечным фрегатом Anson в 1805 году. Anson первоначально был 64-пушечным линейным кораблем третьего ранга, но был razée в 1794 году. Лидьярд отплыл на борту Anson в Вест-Индию в начале 1806 года и прибыл туда в августе. Утром 23 августа он вместе с 38-пушечным фрегатом Arethusa, под командованием капитана Чарльза Брисбена, находился в районе Гаваны когда с подветренной стороны, в двух милях от замка Морро, был замечен 38-пушечный испанский фрегат Pomona, идущий из Веракрус с грузом монет и товаров.

## Сражение
Pomona попыталась войти в гавань, но увидев приближающиеся британские фрегаты привелась к ветру и бросила якорь возле
береговой батареи из 11 длинных 36-фунтовых орудий, расположенной на расстоянии двух миль восточнее Морро. Здесь она
получила подкрепление в виде 12 канонерских лодок из Гаваны, каждая из которых была вооружена длинной 24-фунтовых пушкой, и с 60 или 70 членами экипажа на борту. Канонерки сразу выстроились впереди фрегата и приготовились его защищать. Видя что испанский корабль бросил якорь, два британских фрегата подошли к нему и тоже встали на якорь —- один напротив отряда канонерок, другой немного правее, напротив Pomona.
Началось упорное сражение между двумя британскими фрегатами с одной стороны, и испанским фрегатом, 10 канонерскими лодками,
и береговой батареей с другой стороны. Спустя 35 минут Pomona сдалась. Все канонерки либо взорвались, либо затонули, либо вынуждены были выброситься на берег. Батарея продолжала стрельбу ещё некоторое время, ей даже удалось поджечь один из британских фрегатов, но сильный взрыв заставил её замолчать. Некоторых испанских моряков удалось спасти, в плен было взято в общей сложности 317 человек, многие из которых были ранены.

## Последствия
Огонь испанских канонерок был настолько неточен, что на борту Anson никто не пострадал, но Arethusa потерял двух человек убитыми и 32 ранеными, в том числе был ранен и капитан Брисбен. Кроме того огонь береговой батареи вызвал пожар, но он был быстро потушен силами экипажа. Pomona, с экипажем из 347 человек, потеряла 20 человек убитыми (погиб и капитан фрегата) и 32 раненными.
Деньги, принадлежащие королю Испании, были выгружены всего за десять минут до начала боя, но большое количество слитков и
других товаров на борту достались победителям. Pomona впоследствии была принята на Королевский флот под именем HMS Cuba, а первые лейтенанты с Arethusa и Anson Джон Парриш и Томас Салливан, захватившие приз, в качестве награды были повышены в звании. Чарльз Брисбен, командуя Anson, позже принял участие в нападении на голландский остров Кюрасао в январе 1807 года.